# Pièces en euro de la Lettonie
Cet article concerne uniquement les pièces en euros frappées par la Lettonie. Pour des explications plus générales concernant le processus ayant mené à l'adoption de l'euro par la Lettonie, voir Euro en Lettonie.

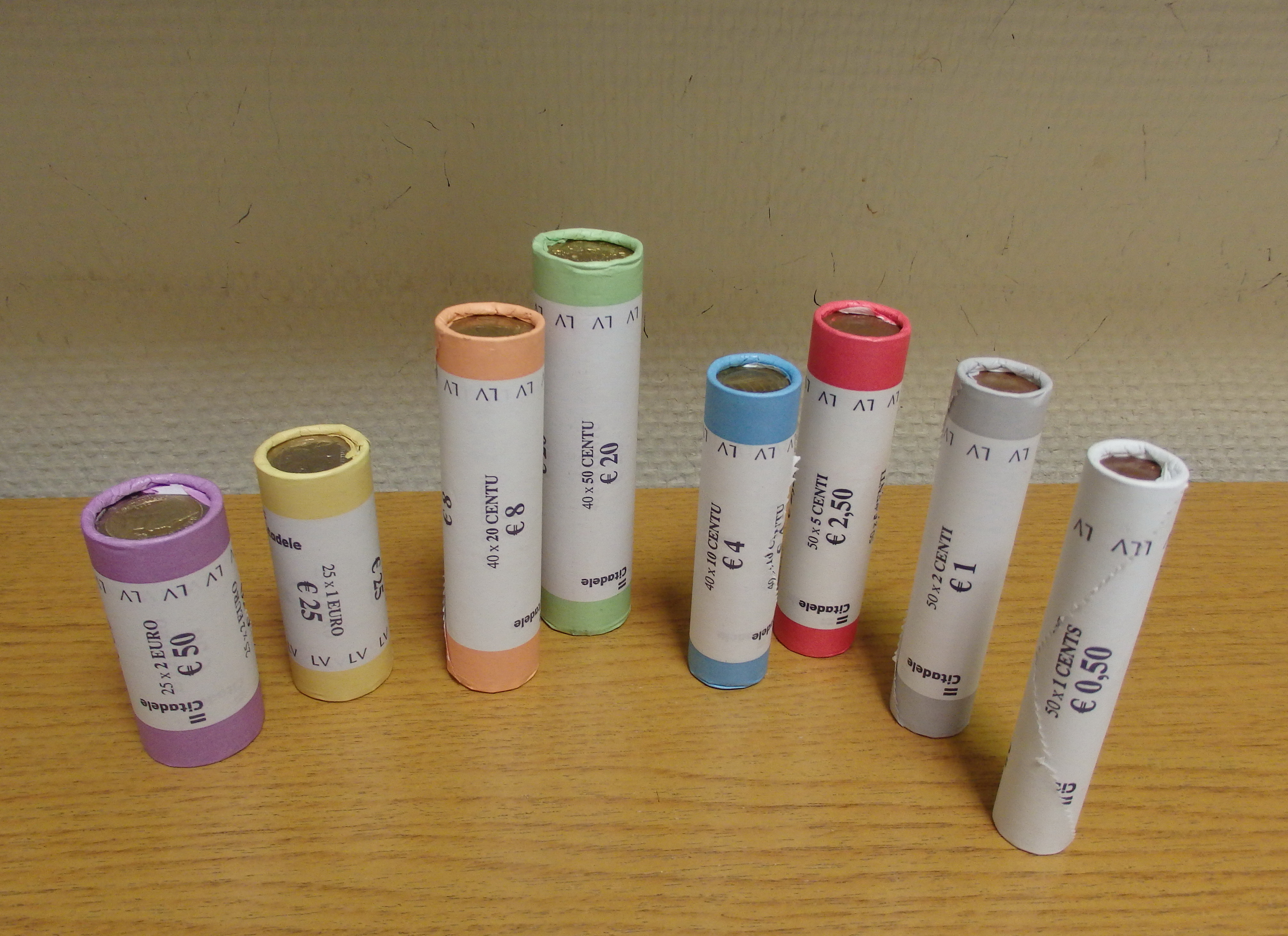
Rouleaux de pièces lettones.

Les pièces en euro de la Lettonie sont les pièces de monnaie en euro frappées pour la Lettonie et mises en circulation par ce pays. Le 1er janvier 2014, la Lettonie est le 18e État membre à adopter l'euro qui remplace l'ancienne monnaie nationale, le lats au taux de conversion de 1 euro = 0,702 804 lats. Les pièces en euro lettonnes ont cours légal dans la zone euro depuis cette date.

## Pièces destinées à la circulation

### Face commune et spécifications techniques
Comme toutes les pièces en euro destinées à la circulation, les pièces lettonnes répondent aux spécifications techniques communes et présentent un revers commun utilisé par tous pays de la zone euro. Celui-ci indique la valeur de la pièce. La Lettonie utilise la deuxième version du revers depuis qu'elle a adopté l'euro.

### Faces nationales des pièces courantes
Espérant rejoindre la zone euro dès 2008, les faces nationales lettonnes ont déjà été dévoilées en 2004. Un concours a été organisé dès le 21 janvier 2004. La Banque de Lettonie a reçu 1088 projets, qui furent départagés par un jury composé de membres du conseil d'administration de la banque et d'artistes lettons renommés. Le projet d'Ilze Kalnica fut retenu. Il comportait quatre dessins différents : un pour les pièces rouges, un pour les pièces jaunes, un pour la pièce de 1 euro et un pour la pièce de 2 euros.
La Lettonie n'adoptera finalement l'euro qu'une dizaine d'années après le concours. Quelques modifications sont apportées au projet initial. Ainsi le millésime est déplacé sur les pièces de 1 à 5 centimes et sur la pièce de 1 euro. Mais le changement le plus important concerne la pièce de 2 euros. À l'origine, elle devait comporter une représentation du Monument de la Liberté à Riga. La Commission européenne a estimé qu'un tel monument ne se prêtait pas à figurer sur une pièce si petite. La Banque de Lettonie a donc décidé de faire figurer le même dessin sur les pièces de 1 et 2 euros.
La série de huit pièces lettones comportent donc trois dessins distincts sur l'avers. Ils représentent :
- Pièces de 1, 2 et 5 centimes : les petites armoiries de la Lettonie, composées d'un bouclier où apparaît un soleil surmonté par trois étoiles symbolisant les trois régions historiques. Sous les armoiries, la mention du pays émetteur LATVIJA. À gauche, verticalement, le millésime. Le tout est entouré des 12 étoiles du drapeau européen. La gravure est de Laimonis Šēnbergs.
- Pièces de 10, 20 et 50 centimes : les armoiries de la Lettonie, composées d'un bouclier où apparaît un soleil, tenu par un lion et un griffon rampant et surmonté par trois étoiles symbolisant les trois régions historiques. Sous les armoiries, le millésime, en deux parties séparées par le ruban des armoiries, et la mention du pays émetteur LATVIJA. Le tout est entouré des 12 étoiles du drapeau européen. La gravure est de Laimonis Šēnbergs et Jānis Strupulis.
- Pièces de 1 et 2 euros : l'effigie d'une jeune Lettone, allégorie de la Lettonie, appelée Milda, telle qu'elle apparaissait sur les pièces de 5 lats de 1929, tournée vers la droite et entourée de la mention du pays émetteur LATVIJAS REPUBLIKA. À gauche, le millésime. Le tout est entouré des 12 étoiles du drapeau européen, sur l'anneau extérieur. La gravure est de Guntars Sietiņš.

La description des faces nationales de la Lettonie a été publiée dans le Journal officiel de l'Union européenne, le 24 octobre 2013.
| 1 centime                             | 2 centimes                         | 5 centimes                            |
| ------------------------------------- | ---------------------------------- | ------------------------------------- |
|                                       |                                    |                                       |
| Les petites armoiries de la Lettonie. |                                    |                                       |
| 10 centimes                           | 20 centimes                        | 50 centimes                           |
|                                       |                                    |                                       |
| Les grandes armoiries de la Lettonie. |                                    |                                       |
| 1 euro                                | 2 euros                            | Gravure sur la tranche (2 euros)      |
|                                       |                                    |                                       |
| Milda, l'allégorie de la Lettonie.    | Milda, l'allégorie de la Lettonie. | Dieu bénisse la Lettonie (en letton). |

### Pièces commémoratives de 2 euros
La Lettonie émet chaque année au moins une pièce commémorative de 2 € depuis 2014, année de son entrée dans la zone euro.
| 2014                                    | |                     |
| Riga, capitale européenne de la culture | |                     |
|                                         | Vue de la ville de Riga et de son historique sous la légende EIROPAS KULTŪRAS GALVASPILSĒTA (Capitale européenne de la Culture) et au-dessus du nom de la ville RĪGA, du millésime 2014 et le code ISO du pays émetteur LV. L'anneau externe de la pièce comporte les douze étoiles du drapeau européen. |                     |
| Graveur : Henrihs Vorkals               | \| Gravure sur la tranche : \| Date : \| Tirage : \| \| \| Septembre 2014 \| 1 million de pièces \| |                     |
| Gravure sur la tranche :                | Date : | Tirage :            |
|                                         | Septembre 2014 | 1 million de pièces |

| 2015                                                 | |                      |
| Présidence lettonne du Conseil de l'Union européenne | |                      |
|                                                      | Le logo de la présidence lettonne du Conseil de l'Union européenne sous la légende LATVIJAS PREZIDENTŪRA ES PADOME (Présidence lettonne du Conseil de l'UE) et au-dessus de l'URL EU2015.LV. L'anneau externe de la pièce comporte les douze étoiles du drapeau européen. |                      |
| Graveur :                                            | \| Gravure sur la tranche : \| Date : \| Tirage : \| \| \| Janvier 2015 \| 2 millions de pièces \| |                      |
| Gravure sur la tranche :                             | Date : | Tirage :             |
|                                                      | Janvier 2015 | 2 millions de pièces |

| 2015                                                              | |                        |
| 10e anniversaire du plan letton de protection des cigognes noires | |                        |
|                                                                   | La représentation d'une cigogne noire debout sur son nid, au-dessus du nom du pays émetteur LATVIJA et du millésime 2015. L'anneau externe de la pièce comporte les douze étoiles du drapeau européen. |                        |
| Graveur :                                                         | \| Gravure sur la tranche : \| Date : \| Tirage : \| \| \| Octobre 2015 \| 1,01 million de pièces \|                                                                                                   |                        |
| Gravure sur la tranche :                                          | Date : | Tirage :               |
|                                                                   | Octobre 2015 | 1,01 million de pièces |

| 2015                                                                      | |                |
| 30e anniversaire de l'adoption du drapeau européen par l'Union européenne | |                |
|                                                                           | Le drapeau européen dessiné grossièrement, entouré par douze bonshommes stylisés. En haut à droite, le nom du pays émetteur LATVIJA suivi des années 1985-2015. L'anneau externe de la pièce comporte les douze étoiles du drapeau européen. |                |
| Graveur : Geórgios Stamatópoulos                                          | \| Gravure sur la tranche : \| Date : \| Tirage : \| \| \| Novembre 2015 \| 110 000 pièces \| |                |
| Gravure sur la tranche :                                                  | Date : | Tirage :       |
|                                                                           | Novembre 2015 | 110 000 pièces |

| 2016                     | |                        |
| Agriculture lettonne     | |                        |
|                          | Une vache brune lettonne en train de brouter. Sous les pattes postérieures, le millésime 2016. En bas, la mention du pays émetteur LATVIJA. L'anneau externe de la pièce comporte les douze étoiles du drapeau européen. |                        |
| Graveur :                | \| Gravure sur la tranche : \| Date : \| Tirage : \| \| \| Juin 2016 \| 1,01 million de pièces \| |                        |
| Gravure sur la tranche : | Date : | Tirage :               |
|                          | Juin 2016 | 1,01 million de pièces |

| 2016                     | |                        |
| Vidzeme                  | |                        |
|                          | Cette pièce est la première pièce d'une série de 4 pièces de 2 € commémoratives sur les régions de Lettonie. L'écusson de la région de Vidzeme au-dessus du nom de la région VIDZEME et en dessous de la mention du pays émetteur LATVIJA. À droite le millésime 2016. L'anneau externe de la pièce comporte les douze étoiles du drapeau européen. |                        |
| Graveur :                | \| Gravure sur la tranche : \| Date : \| Tirage : \| \| \| Novembre 2016 \| 1,03 million de pièces \| |                        |
| Gravure sur la tranche : | Date : | Tirage :               |
|                          | Novembre 2016 | 1,03 million de pièces |

| 2017                     | |                |
| Courlande (Kurzeme)      | |                |
|                          | Cette pièce est la deuxième pièce d'une série de 4 pièces de 2 € commémoratives sur les régions de Lettonie. L'écusson de la région de Courlande au-dessus du nom de la région KURZEME et en dessous de la mention du pays émetteur LATVIJA. À droite, le millésime 2017. L'anneau externe de la pièce comporte les douze étoiles du drapeau européen. |                |
| Graveur :                | \| Gravure sur la tranche : \| Date : \| Tirage : \| \| \| Septembre 2017 \| 530 000 pièces \| |                |
| Gravure sur la tranche : | Date : | Tirage :       |
|                          | Septembre 2017 | 530 000 pièces |

| 2017                     | |                |
| Latgale                  | |                |
|                          | Cette pièce est la troisième pièce d'une série de 4 pièces de 2 € commémoratives sur les régions de Lettonie. L'écusson de la région de Latgale au-dessus du nom de la région LATGALE et en dessous de la mention du pays émetteur LATVIJA. À droite, le millésime 2017. L'anneau externe de la pièce comporte les douze étoiles du drapeau européen. |                |
| Graveur :                | \| Gravure sur la tranche : \| Date : \| Tirage : \| \| \| Octobre 2017 \| 530 000 pièces \| |                |
| Gravure sur la tranche : | Date : | Tirage :       |
|                          | Octobre 2017 | 530 000 pièces |

| 2018                                                 | |                |
| 100e anniversaire de l'indépendance des Pays baltes, | |                |
|                                                      | Cette pièce porte un dessin commun choisi avec l'Estonie et la Lituanie. Une tresse composée de trois mèches. Chacune d'elles comporte en haut les écussons (de gauche à droite) de la Lituanie, la Lettonie et l'Estonie. Au centre le nombre 100 stylisé. En bas à gauche, le nom du pays émetteur LATVIJA. En bas à droite, le millésime 2018. L'anneau externe de la pièce comporte les douze étoiles du drapeau européen. Le dessin a été choisi par Internet entre le 21 mars et le 5 avril 2017 parmi six propositions (deux venant de chaque pays). Le projet gagnant, baptisé Baltic sisters with plaited hair a obtenu 4 277 voix sur 14 302. |                |
| Graveur : Justas Petrulis                            | \| Gravure sur la tranche : \| Date : \| Tirage : \| \| \| 1er trimestre 2018 \| 512 000 pièces \| |                |
| Gravure sur la tranche :                             | Date : | Tirage :       |
|                                                      | 1er trimestre 2018 | 512 000 pièces |

| 2018                     | |                |
| Zemgale                  | |                |
|                          | Cette pièce est la quatrième pièce d'une série de 4 pièces de 2 € commémoratives sur les régions de Lettonie. L'écusson de la région de Zemgale au-dessus du nom de la région ZEMGALE et en dessous de la mention du pays émetteur LATVIJA. À droite, le millésime 2018. L'anneau externe de la pièce comporte les douze étoiles du drapeau européen. |                |
| Graveur :                | \| Gravure sur la tranche : \| Date : \| Tirage : \| \| \| 2e semestre 2018 \| 512 000 pièces \| |                |
| Gravure sur la tranche : | Date : | Tirage :       |
|                          | 2e semestre 2018 | 512 000 pièces |

| 2019 | |                |
| Le soleil levant, élément des Armoiries de la Lettonie, d'après le motif créé en 1917 par Ansis Cīrulis, | |                |
| | Soleil levant stylisé avec au centre les lettres B et L (pour Brīvā Latvija signifiant Lettonie libre). En haut, la légende UZLĒCOŠĀ SAULE (soleil levant). En bas, la mention du pays émetteur LATVIJA, au-dessus du millésime 2019. L'anneau externe de la pièce comporte les douze étoiles du drapeau européen. |                |
| Graveur :                                                                                                | \| Gravure sur la tranche : \| Date : \| Tirage : \| \| \| 3e trimestre 2019 \| 307 000 pièces \| |                |
| Gravure sur la tranche :                                                                                 | Date : | Tirage :       |
| | 3e trimestre 2019 | 307 000 pièces |

| 2020                                                         | |                |
| La céramique de Latgale,                                     | |                |
|                                                              | Chandelier en argile sous lequel est placée la légende LATGALES KERAMIKA. En haut, le millésime 2020 suivi de la mention du pays émetteur LATVIJA. L'anneau externe de la pièce comporte les douze étoiles du drapeau européen. |                |
| Graveur : Gundega Rancāne (dessin) Jānis Strupulis (gravure) | \| Gravure sur la tranche : \| Date : \| Tirage : \| \| \| 2e trimestre 2020 \| 412 000 pièces \| |                |
| Gravure sur la tranche :                                     | Date : | Tirage :       |
|                                                              | 2e trimestre 2020 | 412 000 pièces |

| 2021                                                                                           | |                |
| 100e anniversaire de la reconnaissance de jure de la République de Lettonie le 26 janvier 1921 | |                |
|                                                                                                | Trois lignes obliques dans lesquelles est noté le texte 100 LATVIJA DE IURE 2021 (100 Lettonie de jure 2021). Les lettres apparaissent dans différentes tailles. L'anneau externe de la pièce comporte les douze étoiles du drapeau européen. |                |
| Graveur : Zane Ernštreite                                                                      | \| Gravure sur la tranche : \| Date : \| Tirage : \| \| \| Novembre 2021 \| 412 000 pièces \| |                |
| Gravure sur la tranche :                                                                       | Date : | Tirage :       |
|                                                                                                | Novembre 2021 | 412 000 pièces |

| 2022                                       | |                |
| 100 ans de la Banque nationale de Lettonie | |                |
|                                            | Le dessin représente un arbre, qui symbolise l’importance de la culture financière et les connaissances y afférentes. En bas figure l’année d’émission, «2022», qui surmonte le nom du pays émetteur, «LATVIJA». |                |
| Graveur :                                  | \| Gravure sur la tranche : \| Date : \| Tirage : \| \| \| Avril/Mai 2022 \| 415 000 pièces \| |                |
| Gravure sur la tranche :                   | Date : | Tirage :       |
|                                            | Avril/Mai 2022 | 415 000 pièces |

| 2022                                                | |
| 35e anniversaire du programme Erasmus, créé en 1987 | |
|                                                     | Tous les pays de l'Union européenne utilisant l'euro émettent une pièce de 2 euros commémorative pour le 35e anniversaire du programme Erasmus. Le philosophe, humaniste et théologien néerlandais Érasme écrivant, d'après le tableau Desiderius Erasmus de Hans Holbein le Jeune, entouré d'une série de lien formant des étoiles et le nombre 35. Sur son flanc, les années 1987-2022, les mots ERASMUS PROGRAMMA et la mention du pays émetteur LATVIJA. L'anneau externe de la pièce comporte les douze étoiles du drapeau européen. |
| Graveur : Joaquin Jimenez                           | \| Gravure sur la tranche : \| Tirage : \| \| \| 307 000 pièces \| |
| Gravure sur la tranche :                            | Tirage : |
|                                                     | 307 000 pièces |

| 2023                                      | |                |
| Tournesol ukrainien - Gloire à l'Ukraine, | |                |
|                                           | Le motif central est une image stylisée d’une fleur de tournesol : l'Ukraine est un des plus grands producteurs mondiaux d'huile de tournesol et les tournesols sont utilisés pour exprimer leur soutien au peuple ukrainien. La légende « SLAVA UKRAINA ¡¡ » (Gloire à l’Ukraine) figure dans la partie supérieure, tandis que le nom du pays émetteur « LATVIJA » (LETTONIE) dans la partie inférieure. |                |
| Graveur : Krišs Salmanis                  | \| Gravure sur la tranche : \| Date : \| Tirage : \| \| \| 30 mai 2023 \| 415 000 pièces \| |                |
| Gravure sur la tranche :                  | Date : | Tirage :       |
|                                           | 30 mai 2023 | 415 000 pièces |

| 2024                                | |
| Inscription de l'Himmeli à l'UNESCO | |
|                                     | Le dessin représente la forme traditionnelle du module qui compose la décoration de Noël traditionnelle, à savoir un octaèdre, formé de 12 tiges reliées entre elles et symbolisant les 12 mois de l'année. En bas à gauche est inscrit le nom du pays d’émission: «LATVIJA». En haut à droite figure l’année d’émission de la pièce, à savoir «2024». |
| Graveur :                           | \| Date : \| Tirage : \| \| 21 novembre 2024 \| 413 000 pièces \| |
| Date :                              | Tirage : |
| 21 novembre 2024                    | 413 000 pièces |

### Série de pièces commémoratives

#### Régions administratives de la Lettonie (2016-2018)

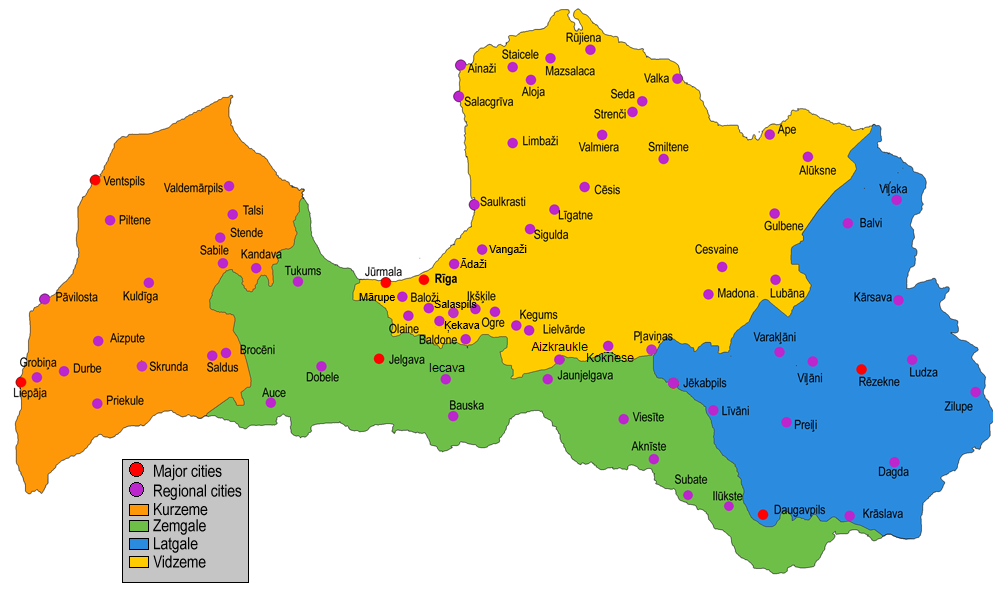
Les quatre régions historiques culturelles lettones.

La Lettonie est divisée en quatre régions historiques qui ont aussi une valeur administrative secondaire : 
| Année | Représentation | Représentation | Tirage           |
| ----- | -------------- | -------------- | ---------------- |
| 2016  |                | Vidzeme        | 1 010 000 pièces |
| 2017  |                | Courlande      | 507 000 pièces   |
| 2017  |                | Latgale        | 507 000 pièces   |
| 2018  |                | Zemgale        | 507 000 pièces   |

## Production

### Atelier de frappe
Un appel d'offres pour fabriquer les pièces lettones en euro fut lancée le 20 septembre 2012,. Le 10 décembre 2013, on annonça que ce serait l'atelier du Bade-Wurttemberg de Stuttgart qui fabriquerait les pièces.

### Tirage des pièces de circulation courante
|      | 1c  | 2c | 5c | 10c | 20c | 50c | 1 € | 2 € |
| 2014 | 120 | 80 | 50 | 40  | 35  | 25  | 30  | 20  |

## Pièces de collection
La Lettonie émet également des pièces de collection, qui ont valeur légale (et peuvent donc être utilisées chez les commerçants) uniquement en Lettonie.